# Ямное (Сумская область)
Ямное (укр. Ямне) — село,
Ямненский сельский совет,
Великописаревский район,
Сумская область,
Украина.
Код КОАТУУ — 5921286301. Население по переписи 2001 года составляло 1640 человек. 
По словам старосты, после массированных обстрелов из Ямненского округа выехало около половины человек.
Является административным центром Ямненского сельского совета, в который, кроме того, входят сёла
Копейки и
Спорное.

## Географическое положение
Село Ямное находится на левом берегу реки Ворскла,
выше по течению на расстоянии в 3 км расположен пгт Великая Писаревка,
ниже по течению на расстоянии в 2,5 км расположено село Сидорова Яруга,
на противоположном берегу — село Вольное.
Река в этом месте извилистая, образует лиманы, старицы и заболоченные озёра.
Рядом проходят автомобильные дороги Т-1901 и Т-1705.

## История
- Возле с. Ямное обнаружено поселение бронзового и раннего железного века и курганы кочевников (XI—XIII вв).
- 1678 — дата основания.

## Экономика
- Птице-товарная ферма.
- Агрофирма «Ямное», ООО.
- «Мрия», сельскохозяйственная научно-производственная агрофирма, ООО.
- «Обрий», ООО.

## Объекты социальной сферы
- Детский сад.
- Школа.
- Дом культуры.
- Фельдшерско-акушерский пункт.

## Известные люди
- В селе родились Герой Советского Союза И. А. Мусиенко
- Обуховский, Афанасий Ильич (1914 — 01.10.1967) — кавалер ордена Славы трёх степеней[3].
- Рыбалка, Сергей Александрович — украинский футболист, полузащитник клуба «Динамо» (Киев).